# Healin' Good Pretty Cure
Healin' Good♡Pretty Cure  (ヒーリングっど♡プリキュア Hīrin Guddo Purikyua?) es la decimoséptima temporada del anime japonés Pretty Cure, creado por Izumi Todo y producida por Toei Animation. Se estrenó el 2 de febrero del 2020, sustituyendo a Star Twinkle Pretty Cure. Fue la segunda temporada en presentar tema de la naturaleza, en conjunto con los temas de la salud y la veterinaria.

## Argumento
Nodoka Hanadera, de 13 años, se muda a la ciudad de Sukoyaka (すこやか市, Sukoyaka-shi, ciudad de Sukoyaka) con su familia con la esperanza de tener un nuevo comienzo en su vida en la ciudad tras haber salido del hospital. Mientras tanto, un lugar en lo profundo de la Tierra conocido como el "Jardín de la Curación" (ヒーリングガーデン, Hīringu Gāden) está bajo el ataque de un grupo de virus humanoides conocidos como los Byogens, cuyo objetivo es infectar el Jardín y envenenar lentamente el planeta. Su gobernante, la reina Teatine, confía el cuidado de su hija Latte a tres animales curativos: Rabirin, Pegitan y Nyatoran, y les dice a los cuatro que vayan al mundo de la superficie y encuentren a tres personas cuyos corazones puedan resonar con sus patas y asociarse con ellos. Al llegar a la superficie de la Tierra, las hadas conocen a Nodoka y todos son testigos de un ataque de los Byogen: en un repentino giro del destino, Rabirin se encuentra con Nodoka, quien a pesar de su condición algo frágil está decidida a proteger a los demás. Esto resuena con Rabirin y le da a Nodoka el poder de convertirse en la Pretty Cure predicha en la leyenda, Cure Grace. Junto a Chiyu Sawaizumi (Cure Fontaine), Hinata Hiramitsu (Cure Sparkle) y posteriormente Asumi Fuurin (Cure Earth), las cuatro chicas forman el equipo Healin' Good Pretty Cure para luchar contra la amenaza de los Byogens y proteger la vida en la Tierra y el Jardín de la Curación.

## Personajes

### Pretty Cures
Nodoka Hanadera (花寺のどか Hanadera Nodoka?) / Cure Grace (キュアグレース Kyua Gurēsu?)
Seiyu: Aoi Yūki
La protagonista principal. Una chica de 13 años que es una estudiante de segundo año de secundaria en la escuela secundaria Sukoyaka. Antes de los eventos de la serie, sucumbió a una enfermedad desconocida causada por una Semilla Oscura de un Megabyogen, que finalmente se convirtió en Daruizen. Esto la dejó hospitalizada durante su infancia y, a medida que se recupera años después, su frágil condición hace que sus padres se muden a la ciudad de Sukoyaka para que ella se recupere por completo. Es amable, tranquila, va a su propio ritmo y se esfuerza por probar muchas cosas diferentes, pero carece de la capacidad atlética para hacerlo. Por encima de todo, quiere ser útil a los demás. Durante los acontecimientos de la serie Nodoka es infectada con una MegaParte, por Daruizen y cae enferma, casi al borde de la muerte, hasta que esta MegaParte se convierte Kedary, quien finalmente es destruido por Nodoka y las demás. Posteriormente, Dairuizen intenta aprovecharse nuevamente de Nodoka, tratando de entrar nuevamente en su cuerpo, pero Nodoka se niega debido a que esto podría matarla, y se da cuenta de que hizo lo correcto en rechazar a Dairuizen, eligiendo su salud y su vida. Su hada compañera es Rabirin. Como Cure Grace, ella es la Pretty Cure de las flores y su color temático es el rosa. Se presenta como "¡Las dos flores superpuestas! ¡Cure Grace!" (重なる二つの花！キュアグレース！ Kasanaru Futatsu no Hana! Kyua Gurēsu!?).
Chiyu Sawaizumi (沢泉ちゆ Sawaizumi Chiyu?) / Cure Fontaine (キュアフォンテーヌ Kyua Fontēnu?)
Seiyu: Natsu Yorita
Una chica de 14 años que vive en la ciudad de Sukoyaka, donde su familia administra una posada de aguas termales, y es estudiante de segundo año de secundaria en la escuela secundaria de Sukoyaka. Lleva un estilo de vida higiénico y alegre y para las demás es como una hermana mayor que, si ve algo malo, hará cualquier cosa para ayudar. Es seria y tiene un fuerte sentido de la responsabilidad, y se esfuerza por hacerlo todo ella misma. Además, es deportista, siendo el as del equipo de atletismo de su escuela, e inteligente, especialmente en lo que respecta a las ciencias. Su hada compañera es Pegitan. Como Cure Fontaine, ella es la Pretty Cure del agua y su color temático es el azul. Se presenta como "¡Las dos corrientes que se cruzan! ¡Cure Fontaine!" (交わる二つの流れ！キュアフォンテーヌ！ Majiwaru Futatsu no Nagare! Kyua Fontēnu!?).
Hinata Hiramitsu (平光ひなた Hiramitsu Hinata?) / Cure Sparkle (キュアスパークル Kyua Supākuru?)
Seiyu: Hiyori Kono
Una chica de 14 años que vive en la ciudad de Sukoyaka, donde su familia tiene una clínica de animales y una cafetería, y es estudiante de segundo año de secundaria en la escuela secundaria de Sukoyaka. Ella no es buena estudiando. Es extrovertida, amigable y honesta y tiende a decir lo que piensa. Le encanta la moda y la cosmética, y siempre se mantiene actualizada sobre las últimas tendencias. Su hada compañera es Nyatoran. Como Cure Sparkle, ella es la Pretty Cure de la luz y su color temático es el amarillo. Se presenta como "¡Las dos luces que se unen! ¡Cure Sparkle!" (溶け合う二つの光！キュアスパークル！ ¡Tokeau Futatsu no Hikari! Kyua Supākuru!?).
Asumi Fuurin (風鈴アスミ Fūrin Asumi?) / Cure Earth (キュアアース Kyua Āsu?)
Seiyu: Suzuko Mimori
Una chica nacida del espíritu del Jardín Curativo y del deseo de la Reina Teatine de que alguien proteja a Latte. Físicamente aparenta tener 20 años, pero solo tiene unos días de existencia y se parece a Fuu, una de las antiguas Pretty Cure con la que se asoció la reina Teatine hace mucho tiempo. Como entidad nacida del Jardín de Sanación, es tranquila y amigable, aunque a veces es ingenua. Cuando está deprimida, comienza a volverse transparente y a desvanecerse, y sus amigas necesitan ayudarla a estar de buen humor una vez más. El desarrollo de su personaje se centra en adaptarse al mundo moderno mientras lucha contra los Byogens. Su hada compañera es Latte. Como Cure Earth, ella es la Pretty Cure del viento y el color de su tema es el púrpura. Se presenta como "¡Los dos vientos que se conectan a través del tiempo! ¡Cure Earth!" (時を経てつながる二つの風！キュアアース！ Toki o hete tsunagaru futatsu no kaze! Kyua Āsu!?).

### Mascotas/Hadas
Rabirin (ラビリン Rabirin?)
Seiyu: Ai Kakuma
Un hada en forma de una coneja rosa y la hada compañera de Nodoka. Tiene un fuerte sentido de la justicia y es muy animada, pero a veces comete errores.
Pegitan (ペギタン Pegitan?)
Seiyu: Hana Takeda
Un hada en forma de un pingüino azul y el hada compañero de Chiyu. Es inteligente, pero tímido y con falta de confianza. A pesar de ser modesto, hará lo que pueda, incluso si las cosas no salen bien. Le encantan las aguas termales.
Nyatoran (ニャトラン Nyatoran?)
Seiyu: Aki Kanada
Un hada con forma de un gato a rayas amarillo y el hada compañero de Hinata. Al igual que Hinata, tiene un espíritu muy libre y dice lo que piensa. También es un fanfarrón que intenta actuar con calma y puede tener mal genio. Debido a sus similitudes, él y Hinata se llevan bien.
Latte (ラテ Latte?)
Seiyu: Haruka Shiraishi
Una hada en forma de un perro marrón que es la hada compañera de Asumi y la Joven Princesa del Jardín de Curación (ヒーリングガーデンの幼い王女さま Hīringu Gāden no Osanai Ōjo-sama?). Ella no puede hablar ni ladrar, pero otros pueden utilizar un estetoscopio para escuchar su voz interior. Al igual que Teatine, puede detectar cuándo los Byogens infectan la Tierra. Ella se enferma cuando nace un Megabyogen, pero puede curarse usando el poder de los espíritus elementales rescatados.

### Jardín de la Curación
El Jardín de la Curación (ヒーリングガーデン Hīringu Gāden?) es un lugar mágico habitado por hadas que gobernó la reina Teatine hasta que los Byogens invadieron.
Reina Teatine (クイーンティーティン Kuīn Teatīnu?)
Seiyu: Keiko Toda
La madre de Latte. Ella es un hada adulta parecida a un Sabueso Afgano y la gobernante del Jardín de Curación. Fue gravemente herida después de su primer enfrentamiento con el rey Byogen y fue la única superviviente que permaneció en su tierra natal tras la invasión de los Byogen. Más tarde, se revela que ella fue la compañera de Fuu, la antigua Pretty Cure anterior al grupo actual. En el episodio 43, ella se dirige a la Tierra para enfrentarse a Neo King Byogen y lo atrapa en un campo de fuerza junto con los otros animales curativos. Sin embargo, el rey estalla y ella se encuentra entre los absorbidos por él; sin embargo, la determinación de todos por vivir los libera del rey Byogen.
Rayon (レイオン Reion?)
Seiyu: Kenichirou Matsuda
Un hada león y uno de los caballeros de la Reina Teatine.
Trine (トライン Torain?)
Seiyu: Daichi Endo
Un hada tigre y uno de los caballeros de la Reina Teatine.
Sarlow (サルロー Sarurō?)
Seiyu: Hozumi Gōda
Un hada anciana parecida a un mono y el anciano del Jardín de Curación.
Suzuchun (スズチュン Suzuchun?)
Seiyu: Aoi Yūki
Un hada parecida a un gorrión.
Momomon (モモモン Momomon?)
Seiyu: Natsu Yorita
Un hada parecida a un lirón.
Ferremin (フェレミン Feremin?)
Seiyu: Suzuko Mimori
Un hada parecida a un hurón.
Hamtus (ハムタス Hamutasu?)
Seiyu: Haruka Shiraishi
Un hada parecida a un hámster.

### Espíritus Elementales
Los Espíritus Elementales (エレメントさん Eremento-san?) son hadas que residen en el entorno y los objetos. Los Byogens los corrompen con Nanobyogens para convertirlos en Megabyogens. Después de ser purificados, los espíritus otorgan Botellas Elementales que las Cures pueden usar para tratar Latte.
Flor (花 Hana?)
Seiyu: Yumiri Hanamori
Un espíritu elemental que reside en las flores.
Árbol (木 Ki?)
Seiyu: Sayaka Senbongi
Un espíritu elemental que reside en los árboles y el bosque.
Agua (水 Mizu?)
Seiyu: Ai Furihata
Un espíritu elemental que reside en el agua.
Luz (光 Hikari?)
Seiyu: Yumiri Hanamori
Un espíritu elemental que reside en cristales y espejos.
Burbuja (泡 Awa?)
Seiyu: Sayaka Senbongi
Un espíritu elemental que reside en burbujas.
Cosecha (実り Minori?)
Seiyu: Ai Furihata
Un espíritu elemental que reside en frutas y cultivos.
Lluvia (雨 Ame?)
Seiyu: Yumiri Hanamori
Un espíritu elemental que reside en las gotas de lluvia.
Hielo (氷 Kōri?)
Seiyu: Yumiri Hanamori
Un espíritu elemental que reside en cosas que producen hielo.
Joyas (宝石 Hōseki?)
Seiyu: Yumiri Hanamori
Un espíritu elemental que reside en piedras preciosas y rocas.
Relámpago (雷 Kaminari?)
Seiyu: Sayaka Senbongi
Un espíritu elemental que reside en la electrónica y los aparatos.
Viento (風 Kaze?)
Seiyu: Ai Furihata
Un espíritu elemental que reside en cosas que producen viento.
Hoja (葉っぱ Happa?)
Seiyu: Yumiri Hanamori
Un espíritu elemental que reside en las hojas.
Fuego (火 Hola?)
Seiyu: Ai Furihata
Un Espíritu Elemental que reside en cosas que producen fuego.
Sol (太陽 Taiyō?)
Seiyu: Yumiri Hanamori
Un espíritu elemental que reside en cosas que captan la luz del sol.
Aire (空気 Kūki?)
Seiyu: Yumiri Hanamori
Un espíritu elemental que reside en cosas que producen aire.
Sonido (音 Oto?)
Seiyu: Ai Furihata
Un Espíritu Elemental que reside en las cosas que producen sonido.
Mar (海 Umi?)
Seiyu: Ai Furihata
Un espíritu elemental que reside en las playas.

### Byogens
Los principales antagonistas de la serie. Los Byogens (ビョーゲンズ Byōgenzu?) son un grupo de virus en forma de demonios humanoides que se desarrollan al incubarse en el interior de las personas, quienes residen en el Reino Byogen (ビョーゲンキングダム Byōgen Kingudamu?). Su motivo es infectar el Jardín de Curación y el mundo para despertar al Rey Byogen. El nombre del grupo se deriva de la palabra japonesa "Byōgen" (病源?), que significa "origen de (la) enfermedad", y sus miembros llevab el nombre de términos japoneses relacionados con las enfermedades o estar enfermos.
Rey Byogen (キングビョーゲン Kingu Byōgen?)
Seiyu: Hozumi Gōda
El líder de los Byogens y el antagonista principal de la serie. Es un virus-demonio despiadado que fue derrotado por las antiguas Pretty Cure hace mucho tiempo, cuando casi conquistó el Jardín Curativo y derrotó a la Reina Teatine. Esto hizo que perdiera su cuerpo y terminara como un espíritu dormido. Para recuperar su cuerpo, asigna a sus secuaces la tarea de propagar enfermedades por toda la Tierra para completar su cuerpo. En un enfrentamiento, las Cures aparentemente lo derrotan. Sin embargo, se revela posteriormente que ellas solo destruyeron parte de su cuerpo, y él termina absorbiendo a Guaiwaru con la ayuda Shindoine. Posteriormente absorbe a Daruizen después de que las Cures lo derroten, evolucionando y mejorándose aún más hasta convertirse en su forma de "Neo Rey Byogen" (ネオキングビョーゲン Neo Kingu Byōgen?). Posteriormente, infecta toda la ciudad de Sukoyaka y socava la Tierra antes de que la Reina Teatine y sus sirvientes lo atrapen en un campo de fuerza para detenerlo temporalmente, pero termina infectando al mundo entero. Sin embargo, las Pretty Cure lo destruyen permanentemente en una pelea final gracias a una vacuna desarrollada con los restos de Shindoine.
Dairuizen (ダルイゼン Daruīzen?)
Seiyu: Mutsumi Tamura
Un calmado y sádico Terra Byogen en forma de un adolescente de pelo y piel verde, y uno de los subordinados principales del Rey Byogen. Tiene una actitud relajada, habla en voz baja y mira con desprecio a los Animales Healing, disfrutando al enfermar a los humanos y otros seres vivos con MegaPartes. Puede lanzar proyectiles creando orbes oscuros. Es la semilla oscura que enfermo a Nodoka, haciéndole responsable de su enfermedad y su grave estado de salud. Posteriormente implanta en Nodoka una MegaParte que posteriormente se convierte en Kedary, lo que nuevamente pone en un grave estado de salud a Nodoka. Posteriormente casi es absorbido por el rey Byogen e intenta aprovecharse de Nodoka para sobrevivir, afirmando que busca su protección, intentando entrar nuevamente al cuerpo de Nodoka, pero ella se niega para proteger su propia salud. Dairuizen en un intento de destruir a Nodoka se mejora con múltiples MegaPartes para luchar contra las Cures, solo para ser derrotado y volver a su forma habitual antes de ser absorbido por el Rey Byogen. Su nombre se deriva de la palabra "Darui" (だるい), que significa lento o lánguido.
Shindoine (シンドイーネ Shindoīne?)
Seiyu: Shizuka Itō
Una Terra Byogen malvada en forma de una mujer de cabello y piel violeta. Ella es la subordinada más antigua del rey Byogen y es muy devota de él, además de odiar las insubordinaciones de Dairuizen y Guaiwaru. Ella ayudó al rey Byogen en su plan de absorber a Guaiwaru para recuperar su cuerpo y poder, y posteriormente ella se mejora aún más para luchar contra las cuatro Cures, pero es destruida y convertida en partículas, las que Cure Earth absorbe para desarrollar una vacuna contra el Rey Byogen. Su nombre se deriva de la palabra "Shindoi" (しんどい), que significa "cansado" o "molesto" en dialecto de Kansai.
Guaiwaru (グアイワル Guaīwaru?)
Seiyu: Hiroki Yasumoto
Un Terra Byogen feroz en forma de un hombre musculoso de cabello naranja y piel verde claro que resuelve problemas aplastando a sus enemigos con fuerza bruta. Guaiwaru  manipula a las Cures para que derroten al rey Byogen como parte de su plan para usurparlo y convertirse en el siguiente rey de los Byogen. Posteriormente derrota a las Pretty Cures mientras estas huyen de la pelea, infectando la ciudad de Sukoyaka con múltiples Megabyogens antes de que las Cures intervengan y lo derroten. Guaiwaru posteriormente es asesinado por un resucitado rey Byogen quien lo absorbe usando su cuerpo para desarrollar un nuevo cuerpo. Su nombre se deriva de la frase "Guai (ga) Waru" (具合(が)悪い?), que significa "mala salud".
Kedary (ケダリー Kedarī?)
Seiyu: Akeno Watanabe
Un Terra Byogen creado por Daruizen, cuando este insertó una MegaParte en el cuerpo de Nodoka. Su nombre se deriva de la palabra "Kedarui" (気だるい) que significa "lánguido" o "apático". Kedary resulta ser un Terra Byogen tan poderoso que esta cerca de asesinar a Nodoka y las demás Pretty Cure, pero finalmente es destruido por las cuatro chicas con su Healing Oasis.
Nebsock (ネブソック Nebusokku?)
Seiyu: Eiji Takeuchi
Un Terra Byoge creado por Dairuzen con una MegaParte. Nebsock originalmente fue un cuervo. Irónicamente, tiene miedo a las alturas. Su nombre se deriva de la palabra "nebusoku" (寝不足) que significa "falta de sueño". Finalmente, Cure Earth lo purifica y revierte a un cuervo usando su Healing Hurricane.
Batetemoda (バテテモーダ Batetemōda?)
Seiyu: Sōichirō Hoshi
Un Terra Byogen creado por Daruizen con una MegaParte. Batetemoda originalmente fue una nutria. A diferencia de los otros tres generales, no tiene cuernos, sino que viste una chaqueta, una camisa negra y zapatillas. Es un luchador fuerte que lucha por diversión y ve a los demás generales como su familia, pero más tarde se revela que esta actitud es una artimaña para demostrar que es mejor que los demás. Finalmente, Cure Earth lo purifica y revierte a una nutria usando su Healing Hurricane.
Mega Byogen (メガビョーゲン Megabyōgen?)
Seiyu: Kosuke Goto
Los principales monstruos de la serie, que convocan los Byogen para enfermar a las personas y recolectar energía para revivir al rey Byogen. Se crean contaminando a los Espíritus de la Tierra con un pequeño demonio con forma de murciélago llamado Nanobyogen ナ ノ ビ ョ ー ゲ ン (Nanobyōgen?). Posteriormente Dairuizen crea una variante más poderosa de Megabyogen, conocida como Giga Byogen (ギガビョーゲン Gigabyōgen?). Cuando las Pretty Cure los derrotan, dicen Curación, Adiós... (ヒーリングッバイ... Hīringubbai...?)

### Familias de las Pretty Cures
Takeshi Hanadera (花寺たけし Hanadera Takeshi?)
Seiyu: Eiji Hanawa
El padre de Nodoka, que trabaja como arquitecto.
Yasuko Hanadera (花寺やすこ Hanadera Yasuko?)
Seiyu: Kazusa Murai
La madre de Nodoka, que comenzó a trabajar como conductora de un camión de reparto después de que la familia se mudó a la ciudad de Sukoyaka.
Ryuuji Sawaizumi (沢泉りゅうじ Sawaizumi Ryūji?)
Seiyu: Daichi Endō
El padre de Chiyu.
Nao Sawaizumi (沢泉なお Sawaizumi Nao?)
Seiyu: Mayumi Sako
La madre de Chiyu, propietaria del Sawaizumi Hot Spring Inn.
Touji Sawaizumi (沢泉とうじ Sawaizumi Tōji?)
Seiyu: Satsumi Matsuda
El hermano menor de Chiyu.
Kiyoshi Sawaizumi (沢泉きよし Sawaizumi Kiyoshi?)
Seiyu: Kiyomitsu Mizuuchi
El abuelo de Chiyu.
Haruko Sawaizumi (沢泉はるこ Sawaizumi Haruko?)
Seiyu: Yukari Nozawa
La abuela de Chiyu.
Teruhiko Hiramitsu (平光てるひこ Hiramitsu Teruhiko?)
Seiyu: Kenichirou Matsuda
El padre de Hinata, dueño de la clínica de animales de su familia.
Yota Hiramitsu (平光ようた Hiramitsu Yota?)
Seiyu: Ryōta Ōsaka
El hermano mayor de Hinata, que trabaja como veterinario.
Mei Hiramitsu (平光めい Hiramitsu Mei?)
Seiyu: Yumi Kakazu
La hermana mayor de Hinata, propietaria de la barra de jugos "Café Wonderful Juice" y peluquera de mascotas.

### Habitantes de la Ciudad de Sukoya
Kyosei Maruyama (円山教生 Maruyama Kyōsei?)
Seiyu: Kenji Hamada
Maestro de aula de Nodoka, Chiyu y Hinata, quien tiene un hijo pequeño llamado Kota.
Mina (みな Mina?) & Rina (りな Rina?)
Seiyu: Aki Kanada (Mina) & Satsumi Matsuda (Rina)
Las amigas de Hinata.
Michio Masuko (益子道男 Masuko Michio?)
Seiyu: Yūichi Iguchi
Compañero de clase de Nodoka, que intenta obtener las últimas novedades en la escuela como editor del periódico. Espía a Nodoka, quien cree que está involucrada en los ataques de los Byogen.
Ryoko (りょうこ Ryōko?), Mizuki (みづき Mizuki?) & Sarina (みづき Sarina?)
Seiyu: Sayaka Senbongi (Ryoko), Ai Furuhata (Mizuki), Desconocido (Sarina)
Las compañeras de clase de Nodoka, Chiyu y Hinata. Ryoko es miembro del club de atletismo de la escuela, mientras Mizuki y Sarina trabajan medio tiempo en el Sawaizumi Inn.
Kawai (川井さ Kawai?)
Seiyu: Mitsuaki Hoshino
Un empleado en el Sawaizumi Hot Spring Inn.
Chikara (力 Chikara?)
Seiyu: Hiroki Yasumoto
Un huésped del Sawaizumi Hot Spring Inn, que tiene un gran corazón y trata de animar a un empleado deprimido. Es atacado por Guaiwaru y convertido en un Gigabyogen, pero las Cures finalmente lo purifican. Es el dueño de un perro llamado Moko.
Sumire Nagara (長良澄子 Nagara Sumire?)
Seiyu: Makoto Koichi
Una artista que viajó a Francia para aprender más sobre el arte que amaba.
Orie Kusaka (日下織江 Kusaka Orie?)
Seiyu: Rena Maeda
Ella es una dama amable, que se pone sentimental cada vez que extraña a Honoo.
Honoo Kusaka (日下炎 Kusaka Honoo?)
Seiyu: Chiharu Sawashiro
Es el marido de Orie y también un hombre amable y cariñoso. Solía trabajar en un pueblo vecino, pero regresó después de casarse con Orie.
Mikio Habu (土生みきお Hābu Mikio?)
Seiyu: Masamichi Kitada
El dueño de la tienda de Jardín Hierva (ハーブ園 Hābu-en?), que Rabirin adora.
Emily Smith (エミリー・スミス Emirī・Sumisu?)
Seiyu: Chitose Morinaga
Una chica extranjera que visita Japón con sus padres y se hospeda en la Posada de aguas termales de Sawaizumi. Planea mudarse a Japón en un futuro cercano, pero le preocupa dejar atrás su ciudad natal para vivir en una nueva tierra. Poco a poco se acerca más a Chiyu, quien escucha sus preocupaciones y finalmente hace nuevos amigos mientras juega en el parque.
Riri (りり Riri?)
Seiyu: Takako Tanaka
Una joven estudiante transferida que descubre a Pegitan, que se hacía pasar por un peluche, en un banco. Ella lo lleva a casa y juega con él, llamándolo Josephine (ジョセフィン Josefin?), pero pronto descubre que él es real y se encariña con él.
Madre de Riri (りりのママ Riri no Mama?)
Seiyu: Sayaka Senbongi
La madre de Riri.
Kazu (カズ?)
Seiyu: Yukitoshi Kikuchi
El líder de un equipo de globos aerostáticos.
Ukima (浮間?), Amano (天野?) & Suita (吹田?)
Seiyus: Shou Nogami (Ukima), Hitomi Sekine (Amano) & Ai Furihata (Suita)
Los integrantes del equipo de globos aerostáticos.
Kota Maruyama (円山孝太 Maruyama Kōta?)
Seiyu: Asuna Tomari
Hijo del profesor Kyosei.
Shuichi (修一 Shūichi?)
Seiyu: Ayaka Nanase
Amigo de Kota.

### Personajes Exclusivos de la Película
Kaguya (カグヤ?)
Seiyu: Seiran Kobayashi
Una modelo popular que se hace llamar la Princesa de los Sueños Virtuales.
Sarena Gashuuin (我修院サレナ Gashūin Sarena?)
Seiyu: Masako Katsuki
La madre de Kaguya, quien creó el sistema Sueños Virtuales.
Ego Ego (エゴエゴ Ego Ego?)
Seiyu: Wataru Takagi
El antagonista principal de Healin' Good Pretty Cure: GoGo! ¡Gran transformación! La ciudad de los sueños.

### Personajes Exclusivos de Pretty Cure Miracle Leap
Miraclun (ミラクルン Mirakurun?)
Seiyu Kurumi Inagaki
Un hada con forma de reloj que aparece en Pretty Cure Miracle Leap y que representa el "mañana". Tiene el poder de crear luces Miraclun y Refrain la está persiguiendo.
Refrain (リフレイン Rifurein?)
Seiyu: Hiroaki Hirata
El antagonista principal de Pretty Cure Miracle Leap, y un espíritu que representa el "ayer" y tiene el poder de hacer retroceder el tiempo. Busca el poder de Miraclun para detener el tiempo y revivir repetidamente el mismo día. A pesar de su gran poder y de transformarse para dominar a las Cures, finalmente es derrotado por Cure Grace, quien se convierte en Super Miracle Grace y usa Healing Time Liberation para destruirlo.